# Bowbells
Bowbells – miasto w Stanach Zjednoczonych, w stanie Dakota Północna, stolica hrabstwa Burke. W 2008 liczyło 324 mieszkańców.